# Tren Melipilla-Estación Central
Tren Melipilla-Estación Central (anteriormente denominado como Metrotren Melipilla, Tren Alameda Melipilla, Tren del Maipo o Melitrén), será un servicio de tren de cercanías entre el Gran Santiago y la ciudad de Melipilla, en la Región Metropolitana de Santiago, Chile, que será operado por la Empresa de los Ferrocarriles del Estado.
Se extendería por 61 kilómetros desde la Estación Central de Santiago, uniendo 8 comunas pertenecientes a las provincias de Santiago, Talagante y Melipilla: Estación Central, Cerrillos, Maipú, Padre Hurtado, Peñaflor, Talagante, El Monte y Melipilla.
La factibilidad de este servicio fue estudiada con anterioridad en dos ocasiones (1997 y 2010), antes del anuncio oficial del presidente Sebastián Piñera, el 16 de mayo de 2013 sobre la habilitación de este nuevo servicio a inaugurarse el 2017. El proyecto presentado en 2015 al Servicio de Evaluación Ambiental obtuvo la resolución de calificación ambiental el 15 de mayo de 2019. Las obras de construcción comenzaron en agosto de 2021 y se espera que las obras que incluyen la construcción de nuevas vías superficiales y bajo tierra, puentes y 7 nuevas estaciones sean terminadas durante el segundo semestre de 2027. La totalidad del servicio estaría operativa en 2029.

## Historia

### Orígenes
El trazado original corresponde al tramo oeste de la línea férrea del ramal Santiago-Cartagena, cerrada para transporte de pasajeros a fines de la década de 1980, y actualmente limitada al transporte de carga al puerto de San Antonio. En julio de 1993 la Gobernación de la Provincia de Melipilla anunció la licitación de estudios de factibilidad para establecer un servicio de Metrotren entre Santiago y la capital provincial, el cual tendría un costo de 3 millones de dólares de la época y estimaba una afluencia diaria de 40 mil pasajeros.
La primera propuesta oficial de un tren de cercanías a Melipilla fue elaborada en 1997 por el Ministerio de Obras Públicas (MOP) y la Empresa de los Ferrocarriles del Estado (EFE), a conectar la entonces proyectada estación de metro Quinta Normal y la ciudad de Melipilla. En los inicios del gobierno de Ricardo Lagos Escobar (2000), el entonces denominado «Melitrén» era uno de sus principales proyectos en carpeta, considerando la víspera del Bicentenario del país, además de consolidar a EFE como un referente de importancia en la comunicación ferroviaria, conectando servicios urbanos con zonas rurales.
En 2002 el proyecto fue llamado a licitación internacional para implementar electrificación de líneas, material rodante y la infraestructura para las estaciones, pero las modificaciones realizadas por los organismos estatales provocó que la licitación se declarara desierta, dejando estancado el proyecto, además de ciertos problemas con la viabilidad misma del trazado y la competencia con el transporte interurbano.
Para 2005, renació la oportunidad de lanzar un proyecto alternativo, el cual llegaría desde Santiago hasta Padre Hurtado, usando sólo una vía férrea (actualmente usada para transporte de carga) con estaciones pequeñas y trenes reacondicionados, aunque la idea quedó sólo en un proyecto truncado[cita requerida].
En 2010, la empresa Trenes Metropolitanos S.A. estuvo trabajando en la entrega de un informe que confirmaba viabilidad económica y social a un proyecto de conexión entre Lampa y Padre Hurtado, denominado «Metrotren-Línea 2», e incorporando un posible ramal hacia el Aeropuerto Internacional Arturo Merino Benítez. El 7 de octubre de 2010, el ministro de transportes Felipe Morandé, anunció en entrevista con Diario Financiero que ya había comenzado el proceso de licitación [cita requerida].
Luego, junto con diversos cambios, entre ellos la llegada del nuevo ministro de transportes, Pedro Pablo Errázuriz, se generan diversos avances, los cuales van también en sintonía y con el apoyo de diversos grupos sociales, además de campañas de diversos sectores políticos, donde alcaldes y parlamentarios aunaron fuerzas para reimpulsar el proyecto.
Durante el 2012, el presidente de la República, Sebastián Piñera compromete la ejecución dentro de su mandato en Melipilla, situación que recalca el alcalde de dicha comuna, Mario Gebauer. La presión ejercida, además de constantes reuniones con la autoridad de transportes, dejó entrever que pronto podrían haber novedades.

### Propuestas

#### MOP y EFE (1997)
Presentado por Ministerio de Obras Públicas (MOP) y la Empresa de los Ferrocarriles del Estado (EFE), el proyecto original planteaba construir 16 estaciones, entre Batuco y Melipilla, pasando por la proyectada Estación Intermodal Quinta Normal en los actuales terrenos del Museo de la Memoria y los Derechos Humanos. El proyecto fue estimado como una inversión de 150 millones de dólares, y asumiendo la realización del proyecto, que tendría que haber sido inaugurado en 2002. Con la Crisis Asiática de 1998, el proyecto presentado por MOP y EFE queda archivado.
- Batuco
- Estación Colina
- Industrial
- Quilicura
- Domingo Santa María
- Estación Quinta Normal
- Alameda
- Lo Errázuriz
- Américo Vespucio
- Pajaritos
- Ciudad Satélite
- Padre Hurtado
- Malloco
- Talagante
- El Monte
- Melipilla

#### TMSA (2010)
El proyecto de Trenes Metropolitanos S.A. (TMSA), la empresa operadora de los servicios Metrotren, TerraSur y Buscarril, pretendía conectar Valle Grande (Lampa) con la comuna de Padre Hurtado en 12 estaciones. No obstante, en noviembre de 2013, EFE ya había asegurado los estudios de rentabilidad social del proyecto ferroviario Santiago-Batuco, recuperando el tramo norte de esta fallida propuesta:
- Valle Grande
- Las Industrias
- Quilicura
- Renca
- Quinta Normal
- Alameda
- Suiza
- Lo Errázuriz
- Vespucio
- Fisa
- Ciudad Satélite
- Padre Hurtado

### Postergaciones
Las razones señaladas para la postergación del proyecto en las primeras dos ocasiones se refirieron a:
- El estallido de la crisis financiera asiática de 1998.[15]
- Saturación en el flujo de usuarios de la Línea 5  del Metro de Santiago, especialmente en la Estación Quinta Normal, a pesar de estar construido el andén para el tren suburbano en el tercer subterráneo.
- Competencia con el Metro.
- Alto costo en la construcción de conexiones subterráneas en el centro de Santiago, que deriven hacía el sector poniente y tenga salida hacia Padre Hurtado, Talagante y Melipilla.
- Ausencia de una Política Nacional en beneficio del transporte público por sobre el transporte particular.
- Intereses por parte de las autopistas concesionadas, que ven al ferrocarril como competencia desleal.
- Hegemonía (casi monopolio) del transporte suburbano/interurbano, generando un conflicto de intereses entre los dueños de varias empresas, no sólo en la Región Metropolitana de Santiago, sino también en la Región de Valparaíso.

### Anuncio oficial
El 16 de mayo de 2013 fue anunciado por el presidente Sebastián Piñera la activación del proyecto de tren suburbano entre Santiago y Melipilla en el marco del nuevo Plan Maestro de Transporte Santiago 2025. Su costo será de 600 millones de dólares y su ejecución, según estimaciones de EFE, debería ser por etapas, considerando la construcción de dos vías férreas adicionales entre Santiago y Malloco, más otra entre Malloco y Melipilla, asegurando la continuidad de la ruta de los trenes de carga que actualmente circulan al puerto de San Antonio.
No obstante, el proyecto contó con la esperada oposición de las empresas de transporte interurbano de Melipilla y Talagante, tales como Tur Bus, Ruta Bus 78 y Buses Talagante. Al mismo tiempo los alcaldes de Cerrillos y Maipú urgieron por su paralización. En esa línea, el alcalde de Maipú, Christian Vittori, argumenta que la infraestructura planificada dividirá socialmente a las comunas y sugiere soterrar el trazado para ampliar el Camino a Melipilla y priorizar en obras de infraestructura tales como los anillos viales de Maipú y el postergado proyecto de ampliación y mejoras de la Autopista del Sol.

## Desarrollo
Durante el gobierno de la presidenta Michelle Bachelet, en diciembre de 2015, EFE ingresa el estudio de impacto ambiental, desarrollado por IDOM, al Servicio de Evaluación Ambiental. Bajo el nombre de "Tren Alameda Melipilla", EFE señaló que el proyecto tendría una inversión de 1 100 Millones de Dólares, estimando en su fecha que el proyecto comenzaría en julio de 2016 con la mano de obras de 1400-1900 personas, una intervención de 1 810 170 m², contará con 12 estaciones de trenes, 2 de las cuales tendrían combinación con estaciones de metro de la Línea 1 y Línea 6 del Metro de Santiago, y posiblemente las líneas 4A y 5. El proceso de construcción duraría 24 meses.
El proyecto busca construir una ruta de 61 km de largo que transporte pasajeros entre Estación Central y Melipilla, dentro de los actuales territorios pertenecientes a EFE. 
Se planea la construcción de dos nuevas vías electrificadas de transporte de pasajeros entre la estación Alameda y la estación Malloco (2 vías para pasajeros + 1 vía de carga), y una nueva vía entre Malloco y Melipilla (1 vía para pasajeros + 1 vía de carga); la vía contará con 11 estaciones nuevas más estación Alameda. La actual vía que se utiliza para carga será refaccionada.
Se realizará el confinamiento de la faja, la construcción de accesos viales, un nuevo taller y cochera, nueve subestaciones eléctricas de rectificación, 20 pasos vehiculares desnivelados, 53 pasos peatonales desnivelados y a nivel de tierra, señalización correspondiente al ferrocarril y la adquisición de 22 nuevos trenes eléctricos X'trapolis Modular CIVIA de 3 coches o similares.
Sin embargo, debido a las observaciones de varios organismos, tanto las SEREMI de varios ministerios, así como municipios, el proyecto demoró bastante en obtener la resolución de calificación ambiental. En un comienzo, el PMTS 2025 proyectaba una extensión de la Línea 5 del Metro de Santiago hasta el cruce de Avenida Pajaritos con Camino a Melipilla para empalmar con Melitrén a través de la estación denominada «Pajaritos», sin embargo dicha estación fue descartada del proyecto durante el proceso de evaluación ambiental debido a su ubicación en una zona de almacenamiento de combustibles, en el cual la construcción está restringida por el Plan Regulador comunal de Maipú.
Después de seis años, la empresa EFE logró un acuerdo con comunidades indígenas que se verían afectadas por las obras de la vía, lo que hace fluir las diligencias del Servicio de Evaluación Ambiental. El 12 de abril de 2019 EFE informó que el proyecto está en su última fase de la evaluación ambiental con respuestas de organismos y comunidades del entorno. El 15 de mayo de 2019 fue aprobado el Estudio de Impacto Ambiental, con lo que EFE puede dar inicio oficial al proyecto una vez conseguidos los recursos necesarios para su ejecución.
En 2020 la Empresa de los Ferrocarriles del Estado comenzó el proceso de licitación para la construcción y remodelación de las vías férreas para el proyecto.
Inició sus obras de construcción oficialmente el día 31 de agosto de 2021 en una ceremonia con la presencia del presidente de la república Sebastián Piñera.

### Soterramiento
El 11 de noviembre de 2021 EFE ingresó una adenda al proyecto del Tren Melipilla-Estación Central, en el cual el tramo para pasajeros entre Estación Central 2 y Estación Central de Santiago será tunelado, con una extensión aproximada de 3,2 km de longitud. El proyecto «Soterramiento Tramo Alameda-Estación Central 2» describe la construcción de andenes —subterráneos— que se hallarían al oeste de la estación, y se planea que el túnel posea una continuación hacia el norte, en paralelo al ya existente túnel Matucana, conectando con la Estación Quinta Normal; este proyecto tiene un costo de 250 millones de dólares y evitaría la disrupción territorial en la comuna. Se estimó que el proceso de construcción debería durar 2 años.
Estos andenes subterráneos —con una profundidad máxima de 35 m— están diseñados para entregar un flujo de pasajeros del tren Alameda Melipilla con otros servicios de psajeros del Gran Santiago. Se ha diseñado que el nivel de superficie cuente con un nuevo acceso desde la Calle Exposición. Habrá un segundo acceso de pago que da hacia los andenes superficiales. Debajo, se encuentra la mesanina, un nivel intermedio que separa las zonas pagas y no pagas, y que conecta con áreas operativas mediante un núcleo vertical de escaleras y piques.
Los dos andenes —de 160 m de extensión— están conectados al túnel ferroviario; esta infraestructura incluye galerías principales y secundarias, que facilitan el tránsito peatonal dentro de la estación y mejoran la conectividad entre áreas clave, como la mesanina y los piques de construcción.
Durante 2021, el presidente de EFE, Pedro Pablo Errázuriz, señaló que la intención de conectar en una estación al tren Melipilla-Estación Central con el tren Santiago-Batuco es poder entregar más alternativas de transbordo entre estos servicios con las líneas 1, 3, 5, 6 y 7 del Metro de Santiago.
En enero de 2023, el Servicio de Evaluación Ambiental calificó favorablemente el proyecto de soterramiento del tramo entre la Estación Central de Santiago y la segunda estación del Tren Melipilla-Estación Central. Los andenes subterráneos estarán ubicados al sur del edificio principal de la Estación Central, detrás del futuro edificio corporativo de EFE en la calle Exposición.
Este tramo tunelado —incluyendo los andenes y accesos a pasajeros— fue licitado en octubre de 2024. Las obras tendrán un costo de $200 millones de dólares.

## Estaciones
El servicio será inaugurado por tramos: el primer tramo será inaugurado en 2027 entre la estación Lo Errázuriz y la estación Talagante, mientras que el año 2029 se espera que la totalidad del servicio esté en funcionamiento con la inauguración de las estaciones Estación Central, Nueva estación, El Monte y Melipilla. Las estaciones son las siguientes:
| Estación         | Inauguración | Acceso para discapacitados | Ubicación                                                             | Comuna            | Comb.                                                 | Estación                  | Posición    |
| ---------------- | ------------ | -------------------------- | --------------------------------------------------------------------- | ----------------- | ----------------------------------------------------- | ------------------------- | ----------- |
| Estación Central | 2029         | Acceso para discapacitados | Alameda con Matucana                                                  | Estación Central  | Terminal de buses San Borja · Estación de ferrocarril | Terminal y de combinación | Subterránea |
| Nueva estación   | 2029         | Acceso para discapacitados | Diagonal Santiago con Uspallata y Ferrocarril                         | Estación Central  |                                                       | De paso                   | Superficial |
| Lo Errázuriz     | 2027         | Acceso para discapacitados | Av. Los Cerrillos con Av. Salvador Allende                            | Cerrillos         |                                                       | De combinación            | Superficial |
| Américo Vespucio | 2027         | Acceso para discapacitados | Av. del Ferrocarril y Av. Salvador Allende con Autopista Vespucio Sur | Cerrillos y Maipú |                                                       | De paso                   | Superficial |
| Tres Poniente    | 2027         | Acceso para discapacitados | Av. Camino a Melipilla con Av. Tres Poniente                          | Maipú             |                                                       | De paso                   | Superficial |
| Ciudad Satélite  | 2027         | Acceso para discapacitados | Av. Camino a Melipilla con Parque Central                             | Maipú             |                                                       | De paso                   | Superficial |
| Padre Hurtado    | 2027         | Acceso para discapacitados | José Luis Caro con Calle Nueva                                        | Padre Hurtado     |                                                       | De paso                   | Superficial |
| Malloco          | 2027         | Acceso para discapacitados | Concejal Eduardo Yáñez Yáñez con Florida                              | Peñaflor          |                                                       | De paso                   | Superficial |
| Talagante        | 2029         | Acceso para discapacitados | Balmaceda con Bellavista y Domingo Toro Herrera                       | Talagante         |                                                       | De paso                   | Superficial |
| El Monte         | 2029         | Acceso para discapacitados | Manuel Rodríguez con Moisés Chacón                                    | El Monte          |                                                       | De paso                   | Superficial |
| Melipilla        | 2029         | Acceso para discapacitados | Alcalde con Vicuña Mackenna y Padre Demetrio Bravo                    | Melipilla         |                                                       | Terminal                  | Superficial |

## Interconexión
La estación terminal Alameda tendrá conexión tanto con la Línea 1 del Metro de Santiago a través de la estación Estación Central y la Línea 6 del Metro de Santiago en la estación Lo Errázuriz, como con el Terminal de buses San Borja.

Estamos pensando en replicar el mismo sistema de combinación entre el tren y los buses que existe en el Merval de Valparaíso con los buses de Limache a Quillota. En Melipilla puede haber servicios combinados a San Antonio, Cartagena, o incluso Rapel. Esto le da sentido a la conectividad y una llegada distinta a Santiago
Pedro Pablo Errázuriz, Ministro de Transportes y Telecomunicaciones.

## Tarifas y medios de pago
Según EFE, el costo del pasaje rondaría los $1700 (USD 2) y se pagaría con una tarjeta complementaria a la tarjeta bip! del sistema Red, con la que se podrá pagar la tarifa única del sistema para los servicios entre Estación Central y Ciudad Satélite, que tendrá frecuencias de cuatro minutos en hora punta y de ocho minutos en horario valle.